# Camal Rəhimov
Camal Rəhimov (także Jamal Rahimov, ur. 16 września 1987 w Baku) – azerski jeździec, dwukrotny uczestnik igrzysk olimpijskich: w 2008 i 2012.
Mieszka w Belgii. Jest wnukiem Həsəna Həsənova, byłego ambasadora Azerbejdżanu w Polsce.
Zaczął uprawiać jeździectwo w 1998 roku w Stambule.
Oprócz azerskiego biegle mówi po angielsku, francusku, rosyjsku i turecku. Dość dobrze zna też włoski i portugalski.
Gdy miał 3 lata przeprowadził się razem z rodzicami do Stambułu. W 2005 ukończył tam The Istanbul International Community School.
Jest pierwszym azerskim jeźdźcem, który wystąpił na igrzyskach olimpijskich.
Skończył zarządzanie biznesowe na Regent's Business School w Londynie.
W październiku 2012 wygrał zawody Pucharu Świata w Baku.

## Igrzyska Olimpijskie 2008
Na igrzyskach w 2008 wystartował w indywidualnym konkursie skoków. Odpadł w drugiej rundzie eliminacji. Zawody te zakończyły się jego upadkiem z konia nazywającego się Ionesco de Brekka. Rəhimov kupił go za 1,96 mln euro.

## Igrzyska Olimpijskie 2012
Na igrzyskach w 2012 wystartował w tej samej konkurencji, co cztery lata wcześniej i, podobnie jak w Pekinie, odpadł w drugiej rundzie eliminacji. Ostatecznie został sklasyfikowany na 60. pozycji.